# لارس سونسون (بازیکن هاکی روی یخ)
لارس سونسون (انگلیسی: Lars Svensson؛ ۳۰ ژوئن ۱۹۲۶ – ۲۵ ژوئن ۱۹۹۹ (aged 72)) بازیکن هاکی روی یخ اهل سوئد بود.